# Жовта (зупинний пункт)
Жо́вта — пасажирський залізничний зупинний пункт Знам'янської дирекції Одеської залізниці на електрифікованій лінії Користівка — Яковлівка між станціями Яковлівка (7 км) та Зелена (6 км). Розташований в селі Жовте Кам'янського району Дніпропетровської області.

## Пасажирське сполучення
На платформі зупиняються приміські поїзди сполученням Знам'янка — П'ятихатки.